# Philodromus laticeps
Philodromus laticeps là một loài nhện trong họ Philodromidae.
Loài này thuộc chi Philodromus. Philodromus laticeps được Eugen von Keyserling miêu tả năm 1880.